# Себастиан Брант
Себастиан Брант (на немски: Sebastian Brant (Brandt)) (1457 – 10 май 1521) е германски писател от епохата на ранния Ренесанс, хуманист и сатирик.

## Биография и творчество
Роден е в Страсбург. Следва право в Базелския университет, дипломирайки се през 1489 г. През 1484 г. получава право да преподава, а през 1489г. – званието доктор. Император Максимилиан I му дава титлата пфалцграф и званието съветник. През 1513 г. Брант побеждава в диспут с францисканския монах Виганд Вирт за догмата за непорочното (безсеменното) зачатие.
Най-известната му творба е „Корабът на глупците“ (на немски: Das Narrenschiff) (1494).